# Orton-Gillingham
El método Orton-Gillingham (OG) es una técnica fonética-multisensorial para la enseñanza de la lectura, desarrollada a principios de la década de los 1930 originalmente para alumnos con dislexia.  Pero su eficacia para todos es cada vez más reconocido especialmente desde en 2000 el Panel Nacional de Lectura (EE. UU.) identificó los elementos principales Orton-Gillingham (OG) como los componentes esenciales en el aprendizaje de lectura.  La enseñanza Orton-Gillingham (OG) es estructurada, flexible, explícita, cognitiva, acumulativa, multisensorial y diagnóstico. Combina el conocimiento fonológico con la conciencia ortográfica, y enfatiza la enseñanza directa de las relaciones entre letras y sonidos (fonema-grafema), así como patrones ortográficos, morfología y sintaxis.
Aunque fue diseñado originalmente para individuos con dificultades de aprendizaje específicas, en particular la dislexia, sus principios son sólidos y universales. Por ello, se ha convertido en una opción pedagógica eficaz para la enseñanza de la lectoescritura en una amplia variedad de contextos educativos.

## Orton y Gillingham
Samuel Torrey Orton (1879-1948), neuropsiquiatra y patólogo de la Universidad de Columbia, estudió a niños con dificultades de procesamiento del lenguaje, como la dislexia. Junto con la educadora y psicóloga Anna Gillingham (1878-1963), creó técnicas para enseñar a leer, que integran estrategias de aprendizaje kinestésico (basado en el movimiento) y táctil (basado en los sentidos) con la enseñanza de conceptos visuales y auditivos.
En 1935, Anna Gillingham, junto con su colaboradora de mucho tiempo Bessie Stillman, publicó el manual Gillingham-Stillman, Entrenamiento correctivo para niños con discapacidad específica en lectura, ortografía y caligrafía . Esto ahora se conoce como el método Orton-Gillingham (OG), "una técnica fonética multisensorial para la instrucción correctiva de lectura".

## Implementación
El Instituto de Ciencias de la Educación (el brazo independiente y no partidista de las estadísticas, la investigación y la evaluación del Departamento de Educación de los Estados Unidos) describe el enfoque de la siguiente manera: "Orton-Gillingham es un enfoque amplio y multisensorial para la enseñanza de la lectura y la ortografía que puede modificarse para la instrucción individual o grupal en todos los niveles de lectura. Las sesiones de enseñanza están orientadas a la acción con elementos auditivos, visuales y kinestésicos que se refuerzan entre sí. El enfoque está dirigido a personas con los tipos de problemas de procesamiento del lenguaje (lectura, ortografía y escritura) asociados con la dislexia".
Según Rose y Zirkel, los programas OG suelen "utilizar un enfoque multisensorial para enseñar conceptos básicos de ortografía, escritura y lectura y desarrollar continuamente las habilidades dominadas". Variantes de OG "han tomado la forma de más de 15 programas comerciales y varias escuelas privadas para estudiantes con discapacidades".

## Investigación sobre su eficacia
En 2000, el Panel Nacional de Lectura incluyó el método Orton-Gillingham en su estudio Enseñar a leer a los niños: una evaluación basada en evidencias de la literatura científica sobre lectura y sus implicaciones para la enseñanza de la lectura. El Panel apoyó la importancia de ofrecer instrucción en el aula sobre conciencia fonémica, fonética, fluidez, vocabulario y comprensión.
También hay un amplio consenso sobre la efectividad de instrucción que es secuencial y estructurada, y que es diagnóstica y prescriptiva. Ambos son pilares del enfoque de Orton-Gillingham. A la vez, faltan estudios más rigurosos sobre la efectividad de la instrucción multisensoral y la división de sílabas.       
A pasar de que los contenidos y la mayoría de las técnicas de instrucción de Orton-Gillingham han sido estudiados, contrastados y verificados, no existe una investigación que respalde la efectividad del enfoque, aunque sí indican que OG pueden tener un impacto positivo para alumnos con dislexia o problemas con la lectura. Faltan investigaciones más rigurosas para determinar si la reputación de que goza Orton-Gillingham como la “mejor” manera para enseñar personas disléxicas, es merecida o no.    
El hecho de que OG sea un enfoque hace que sea más complicado estudiar sus efectos que un programa preestablecido de enseñanza. Esto es porque un programa de enseñanza es uniforme y se usa de la misma manera con todos los estudiantes. Un estudio de investigación bien diseñado podría reportar resultados positivos en los niños que mejor se ajusten al programa. Sin embargo, OG es flexible e individualizado para cada alumno para abordar sus dificultades. Esa adaptabilidad hace que cada intervención sea distinta, lo que hace establecer una relación causa y efecto entre OG y la mejora de los alumnos difícil de estudiar de forma empírica.